# Маисурадзе, Нодари Отариевич

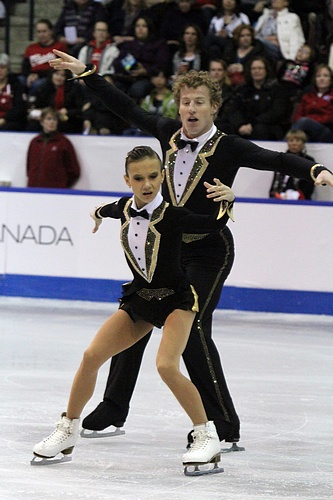

Нодари́ Отари́евич Маисура́дзе (родился 18 февраля 1988 года Липецк, РСФСР, СССР) — бывший российский фигурист, выступающий в парном фигурном катании. До окончания сезона 2011/2012 гг. выступал с Любовью Илюшечкиной, в паре с которой он был чемпионом мира среди юниоров 2009 года, победителем юниорского финала Гран-при сезона 2008—2009 и зимней Универсиады 2011 года. Мастер спорта России международного класса.

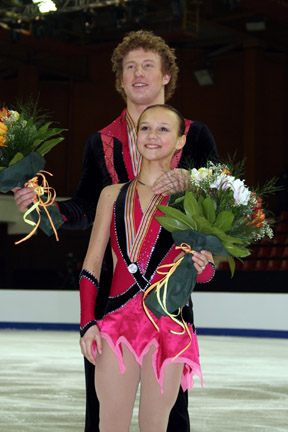
Любовь Илюшечкина и Нодари Майсурадзе 2008

## Карьера
Нодари начал занимался фигурным катанием в три года в родном Липецке. Когда ему было 12 лет, переехал в Санкт-Петербург. Там тренировался на катке «Юбилейный». Считался бесперспективным и занимался в платной группе. Тренер Наталья Павлова поверила в него, привлечённая усердием и работоспособностью. Когда Павлова по приглашению Московской федерации фигурного катания переехала в Москву, Маисурадзе поехал с ней. В мае 2006 года тренер поставила его в пару с Любовью Илюшечкиной. Полтора года они нигде не соревновались.
В 2008 году на своём дебютном чемпионате мира среди юниоров они заняли второе место.
В сезоне 2008—2009 гг. выиграли оба этапа юниорского Гран-при (в Чехии и Белоруссии) и стали первыми в своём первом финале Гран-при. На чемпионате России 2009 года выиграли бронзовые медали, завоевав путёвку на чемпионат Европы, где показали пятый, очень хороший для дебюта, результат. В чемпионате России среди юниоров пара не участвовала, но по договорённости с Федерацией фигурного катания им автоматически было предоставлено место на чемпионат мира среди юниоров. На Чемпионате пара выиграла короткую программу, затем в произвольной партнёрша упала с прыжка, и они стали вторыми, но общей суммы баллов хватило, чтобы завоевать золотую медаль. Были включены в сборную команду страны на чемпионат мира в Лос-Анджелесе, но в начале марта сообщили о снятии с турнира из-за травмы Нодари.
В сезоне 2010/2011 гг. после чемпионата России, на котором пара заняла только 5-е место, в СМИ появилась информация, что пара перешла тренироваться к Олегу Васильеву. Однако вскоре эта информация была опровергнута самими фигуристами. Президент Федерации фигурного катания России Александр Горшков в интервью перед Чемпионатом Европы 2011 подтвердил, что Илюшечкина — Маисурадзе по прежнему тренируются у Натальи Павловой.
В сезоне 2011—2012 гг. пара неудачно выступила в серии Гран-при, а затем смогла занять лишь 6-е место на чемпионате России, не отобравшись таким образом в сборную команду. В марте 2012 года их тренер Наталья Павлова сообщила, что пара распалась по инициативе Любови.

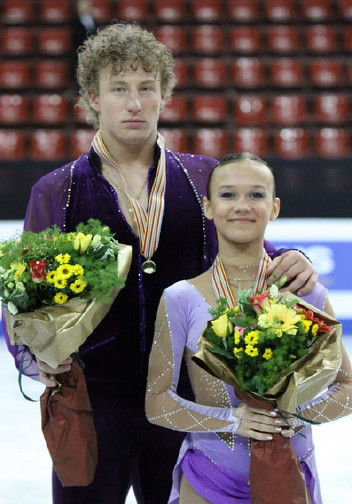
Любовь Илюшечкина и Нодари Майсурадзе на подиуме юниорского чемпионата мира 2009

Новой партнёршей Нодари стала бывшая одиночница Юлия Антипова. В первом совместном сезоне они заняли 4-е место на чемпионате России. Дебютировали они на следующий год на Этапе Гран-при, были запасными на европейском чемпионате и зимних Олимпийских играх. На чемпионате мира пара уже выступала и они заняли место в первой десятке. Однако следующий сезон не состоялся, Юлия Антипова серьёзно заболела и лечилась за рубежом; после выздоровления она завершила карьеру в спорте. Вскоре завершил карьеру и Нодари.

## Программы
(с Ю.Антиповой)
| Сезон     | Короткая программа                        | Произвольная программа                                                         |
| --------- | ----------------------------------------- | ------------------------------------------------------------------------------ |
| 2013—2014 | - Beethoven’s Five Secrets The Piano Guys | - Money Pink Floyd - The Great Gig in the Sky Pink Floyd - Back in Black AC/DC |

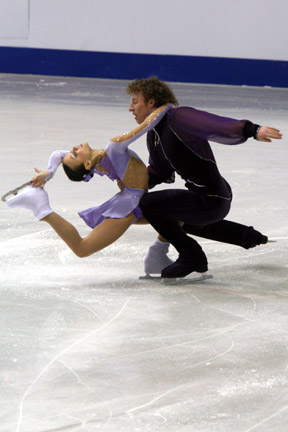
Любовь Илюшечкина и Нодари Маисурадзе на чемпионате мира среди юниоров 2008 года.

| 2012—2013 | - Калинка                                 | - Take Five - Hit the Road Jack                                                |

(с Л.Илюшечкиной)
| Сезон     | Короткая программа                                     | Произвольная программа                                         |
| --------- | ------------------------------------------------------ | -------------------------------------------------------------- |
| 2011—2012 | «Севильский цирюльник» Джоаккино Россини (аранжировка) | Саундтрек к фильму «Кордебалет» Эдвард Клебан, Марвин Хеймслих |
| 2010—2011 | «Севильский цирюльник» Джоаккино Россини (аранжировка) | Саундтрек к фильму «1492: Завоевание рая» Вангелис             |
| 2009—2010 | «Yesterday» The Beatles                                | Саундтрек к фильму «1492: Завоевание рая» Вангелис             |
| 2008—2009 | «Prologue» Лорина Маккеннитт                           | Music selection Эдвин Мартон                                   |
| 2007—2008 | Музыка из фильма «Овод» Дмитрий Шостакович             | Abba Medley                                                    |

## Спортивные достижения
(с Ю. Антиповой)
| Соревнования      | 2012—2013 | 2013—2014 |
| ----------------- | --------- | --------- |
| Чемпионаты мира   |           | 8         |
| Чемпионаты России | 4         | 4         |
| Rostelecom Cup    |           | 5         |
| Cup of Nice       |           | 4         |
| Bavarian Open     | 2         |           |

(с Л. Илюшечкиной)
| Соревнования                               | 2007—2008 | 2008—2009 | 2009—2010 | 2010—2011 | 2011—2012 |
| ------------------------------------------ | --------- | --------- | --------- | --------- | --------- |
| Чемпионаты Европы                          |           | 5         |           |           |           |
| Чемпионаты мира среди юниоров              | 2         | 1         |           |           |           |
| Чемпионаты России                          | 4         | 3         | 4         | 5         | 6         |
| Чемпионаты России среди юниоров            | 2         |           |           |           |           |
| Финалы Гран-при                            |           |           |           | 4         |           |
| Этапы Гран-при: NHK Trophy                 |           |           |           |           | 6         |
| Этапы Гран-при: Skate Canada               |           |           |           | 1         | 5         |
| Этапы Гран-при: Cup of China               |           |           | 5         | 4         |           |
| Этапы Гран-при: Cup of Russia              |           | 4         |           |           |           |
| Мемориал Ондрея Непелы                     |           |           |           |           | 3         |
| Золотой конёк Загреба                      |           |           | 1         |           |           |
| Зимние Универсиады                         |           |           |           | 1         |           |
| Финалы юниорского Гран-при                 |           | 1         |           |           |           |
| Этапы юниорской серии Гран-при, Чехия      |           | 1         |           |           |           |
| Этапы юниорской серии Гран-при, Белоруссия |           | 1         |           |           |           |